# Dopolavoro Aziendale Agricolo Albenga 1939-1940
Questa voce raccoglie le informazioni riguardanti il Dopolavoro Aziendale Agricolo Albenga nelle competizioni ufficiali della stagione 1939-1940.

## Rosa
| N. |                   | Ruolo | Calciatore              |
| -- | ----------------- | ----- | ----------------------- |
|    | Italia (bandiera) | P     | Giuseppe Aicardi        |
|    | Italia (bandiera) | D     | Sauro Ascheri           |
|    | Italia (bandiera) | C     | Giovanni Astengo        |
|    | Italia (bandiera) | C     | Angelo Canepa           |
|    | Italia (bandiera) | C     | Giovanni Cappanera      |
|    | Italia (bandiera) | A     | Giovan Battista Carrega |
|    | Italia (bandiera) | C     | Egidio Cassini          |
|    | Italia (bandiera) | A     | Antonino Di Fulvio      |
|    | Italia (bandiera) | D     | Annibale Enrico         |

| N. |                   | Ruolo | Calciatore      |
| -- | ----------------- | ----- | --------------- |
|    | Italia (bandiera) | A     | Secondo Ferrua  |
|    | Italia (bandiera) | C     | Ugo Magnetto    |
|    | Italia (bandiera) | D     | Elmore Mascardi |
|    | Italia (bandiera) | A     | Carlo Riolfo    |
|    | Italia (bandiera) | A     | Edoardo Rossi   |
|    | Italia (bandiera) | P     | Augusto Tornago |
|    | Italia (bandiera) | D     | Gino Vignolo    |
|    | Italia (bandiera) | A     | R. Zacchi       |
|    | Italia (bandiera) | A     | Carlo Zarri     |